# Lionel Simmons
Lionel James Simmons (Filadelfia, 14 novembre 1968) è un ex cestista statunitense, professionista nella NBA.

## Carriera
È stato selezionato dai Sacramento Kings al primo giro del Draft NBA 1990 (7ª scelta assoluta).
Con gli Stati Uniti ha disputato i Campionati americani del 1989.

## Statistiche

### College
| Anno      | Squadra            | PG  | PT  | MP   | TC%  | 3P%  | TL%  | RP   | AP  | PRP | SP  | PP   |
| --------- | ------------------ | --- | --- | ---- | ---- | ---- | ---- | ---- | --- | --- | --- | ---- |
| 1986-1987 | La Salle Explorers | 33  | 33  | 38,0 | 52,6 | 33,3 | 76,3 | 9,8  | 1,8 | 1,6 | 1,4 | 20,3 |
| 1987-1988 | La Salle Explorers | 34  | 34  | 39,0 | 48,5 | 25,0 | 75,7 | 11,4 | 2,5 | 2,1 | 2,3 | 23,3 |
| 1988-1989 | La Salle Explorers | 32  | 32  | 38,9 | 48,7 | 37,5 | 71,1 | 11,4 | 3,0 | 1,7 | 1,9 | 28,4 |
| 1989-1990 | La Salle Explorers | 32  | 32  | 38,1 | 51,3 | 47,7 | 66,1 | 11,1 | 3,6 | 1,9 | 2,0 | 26,5 |
| Carriera  | Carriera           | 131 | 131 | 38,5 | 50,1 | 41,5 | 72,2 | 10,9 | 2,7 | 1,8 | 1,9 | 24,6 |

### NBA

#### Regular season
| Anno      | Squadra          | PG  | PT  | MP   | TC%  | 3P%  | TL%  | RP  | AP  | PRP | SP  | PP   |
| --------- | ---------------- | --- | --- | ---- | ---- | ---- | ---- | --- | --- | --- | --- | ---- |
| 1990-1991 | Sacramento Kings | 79  | 79  | 37,7 | 42,2 | 27,3 | 73,6 | 8,8 | 4,0 | 1,4 | 1,1 | 18,0 |
| 1991-1992 | Sacramento Kings | 78  | 78  | 37,1 | 45,4 | 20,0 | 77,0 | 8,1 | 4,3 | 1,7 | 1,7 | 17,1 |
| 1992-1993 | Sacramento Kings | 69  | 68  | 36,3 | 44,4 | 9,1  | 81,9 | 7,2 | 4,5 | 1,4 | 0,6 | 17,9 |
| 1993-1994 | Sacramento Kings | 75  | 74  | 36,0 | 43,8 | 35,3 | 77,7 | 7,5 | 4,1 | 1,4 | 0,7 | 15,1 |
| 1994-1995 | Sacramento Kings | 58  | 3   | 18,3 | 42,0 | 37,5 | 70,2 | 3,4 | 1,5 | 0,5 | 0,4 | 5,6  |
| 1995-1996 | Sacramento Kings | 54  | 5   | 15,0 | 39,6 | 37,3 | 73,3 | 2,7 | 1,5 | 0,6 | 0,4 | 4,6  |
| 1996-1997 | Sacramento Kings | 41  | 0   | 12,7 | 33,1 | 23,3 | 87,5 | 2,5 | 1,4 | 0,2 | 0,3 | 3,4  |
| Carriera  | Carriera         | 454 | 307 | 29,7 | 43,3 | 30,5 | 77,1 | 6,2 | 3,3 | 1,1 | 0,8 | 12,8 |

#### Play-off
| Anno     | Squadra          | PG | PT | MP   | TC%  | 3P%  | TL%  | RP  | AP  | PRP | SP  | PP  |
| -------- | ---------------- | -- | -- | ---- | ---- | ---- | ---- | --- | --- | --- | --- | --- |
| 1996     | Sacramento Kings | 4  | 0  | 19,3 | 45,5 | 33,3 | 71,4 | 3,0 | 2,0 | 1,5 | 0,5 | 9,5 |
| Carriera | Carriera         | 4  | 0  | 19,3 | 45,5 | 33,3 | 71,4 | 3,0 | 2,0 | 1,5 | 0,5 | 9,5 |

## Palmarès
- NCAA AP Player of the Year (1990)
- NCAA John R. Wooden Award (1990)
- NCAA Naismith Men's College Player of the Year Award (1990)
- NCAA AP All-America First Team (1990)
- NCAA AP All-America Third Team (1989)
- NBA All-Rookie First Team (1991)